# Tracteur de ravitaillement pour chars Renault 36R
Le tracteur de ravitaillement pour chars Renault 36R (TRC 36R) est un véhicule de ravitaillement conçu par Renault à la fin des années 1930 et qui a été utilisé par l'Armée française au début de la Seconde Guerre mondiale.

## Historique
En 1934, la sous-direction des chars de combat cherche un remplaçant aux tracteurs Citroën-Kégresse P17 utilisés pour ravitailler en essence et en munitions les chars de combat. L'adoption de la chenillette Renault UE accompagnant les fantassins est rejetée car son blindage est considéré comme inutile. Renault propose donc un prototype, désigné ACD 1, « tracteur UE sans blindage, de carrosserie très simplifié, avec remorque à essence ». Ce prototype s'inspire du projet de tracteur désigné VF, associé à une remorque VJ et étudié par Renault en 1931. Il est acheté par l'Armée en 1935 et l'ACD 1 est adopté en 1936 sous le nom de « tracteur de ravitaillement pour chars modèle 1936 R », commandé en 260 exemplaires.
Le premier véhicule de série est livré en janvier 1938 mais la production est très lente. En août 1939, seulement 12 ont été livrés et les derniers ne seront construits qu'en janvier 1940. La production du 36R n'est pas poursuivie, le TRC Lorraine 37L se révélant supérieur.
Dans les bataillons de chars auxquels ils sont affectés, quatre TRC 36R équipent chaque section d'échelon des trois compagnies de combat du bataillon.
Huit exemplaires sont conservés au XXIe siècle.

## Conception

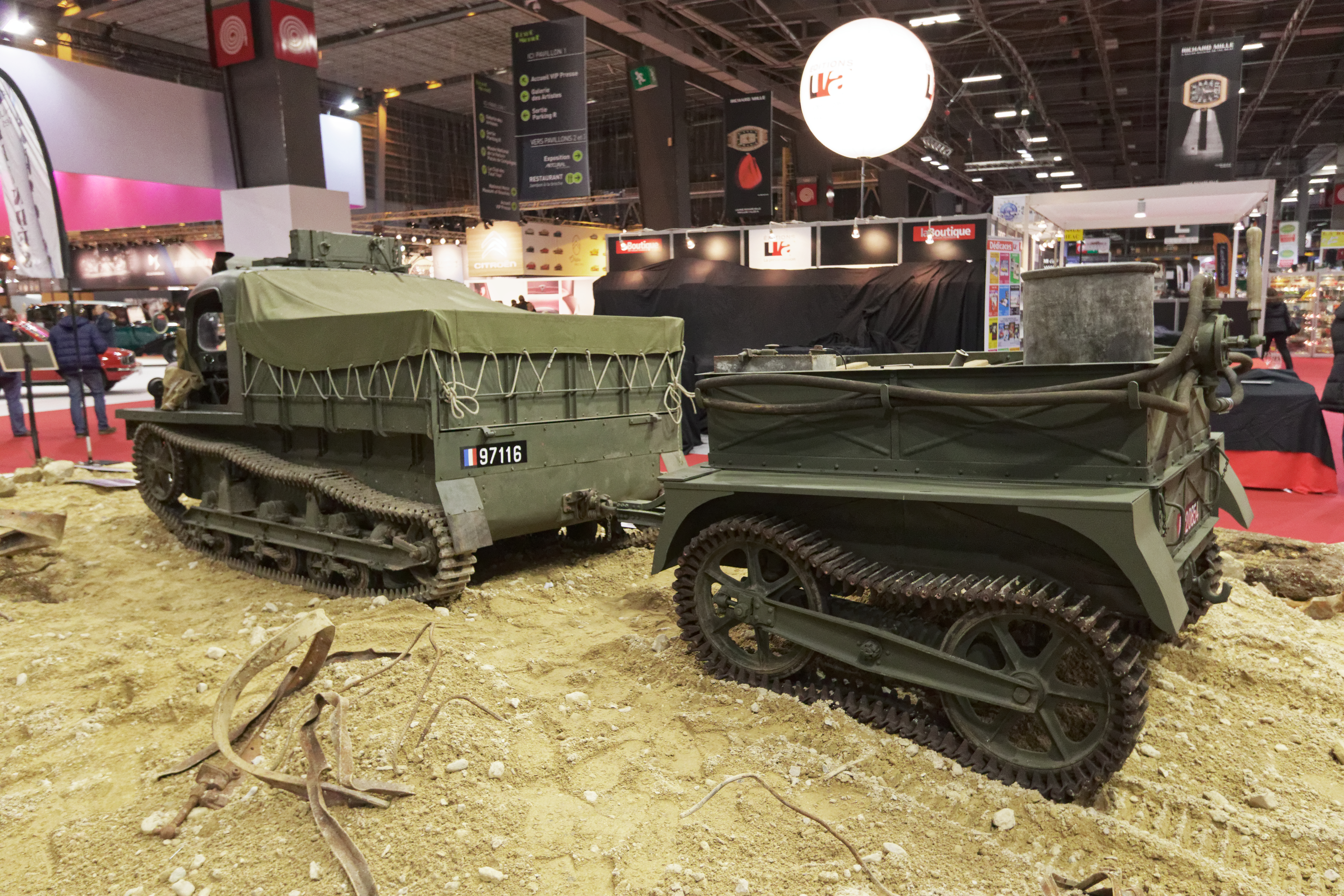
TRC 36R et remorque UKR au salon Rétromobile 2018.

Le TRC 36R conserve une partie du train de roulement et le moteur de la Renault UE. D'une masse à vide de 2,7 t, il peut emporter 822 kg de munitions dans sa caisse et environ 600 kg d'essence, d'huile et de matériel d'entretien dans la remorque UKR associée au TRC. Dérivée de la remorque UK de la Renault UE, la remorque UKR dispose notamment d'une citerne de 450 l d'essence,.
Capable d'aller à 35 km/h, le TRC 36R est limité à 28 km/h en pleine charge avec sa remorque.